# Szczelina pod Kulą
Szczelina pod Kulą – szczelina w skali Kula w Dolinie Kobylańskiej na Wyżynie Olkuskiej (część Wyżyny Krakowsko-Częstochowskiej). Skała ta znajduje się w orograficznie prawych zboczach doliny, przy jej wylocie. Pod względem administracyjnym należy do wsi Kobylany, w gminie Zabierzów, w powiecie krakowskim, w województwie małopolskim.
Skośny otwór szczeliny znajduje się we wschodniej ścianie Kuli pod dużym odpękniętym głazem. Jej spąg stromo wznosi się i po drugiej stronie głazu kończy niedostępnym dla ludzi otworem. Szczelina powstała w wyniku procesów krasowych w wapieniach skalistych pochodzących z jury późnej. Jest sucha i w całości oświetlona rozproszonym światłem słonecznym. Brak nacieków. Spąg pokryty rumoszem skalnym, Brak roślin, ze zwierząt obserwowano kosarze.
W literaturze po raz pierwszy szczelinę wzmiankowali K. Baran i T. Opozda w przewodniku wspinaczkowym. Dokumentację schronu opracowali J. Nowak i R. Suski w grudniu 2003 roku,  plan  sporządził J. Nowak.
W Kuli znajdują się trzy obiekty jaskiniowe: Korytarz w Kuli, Schron w Kuli i Szczelina pod Kulą.

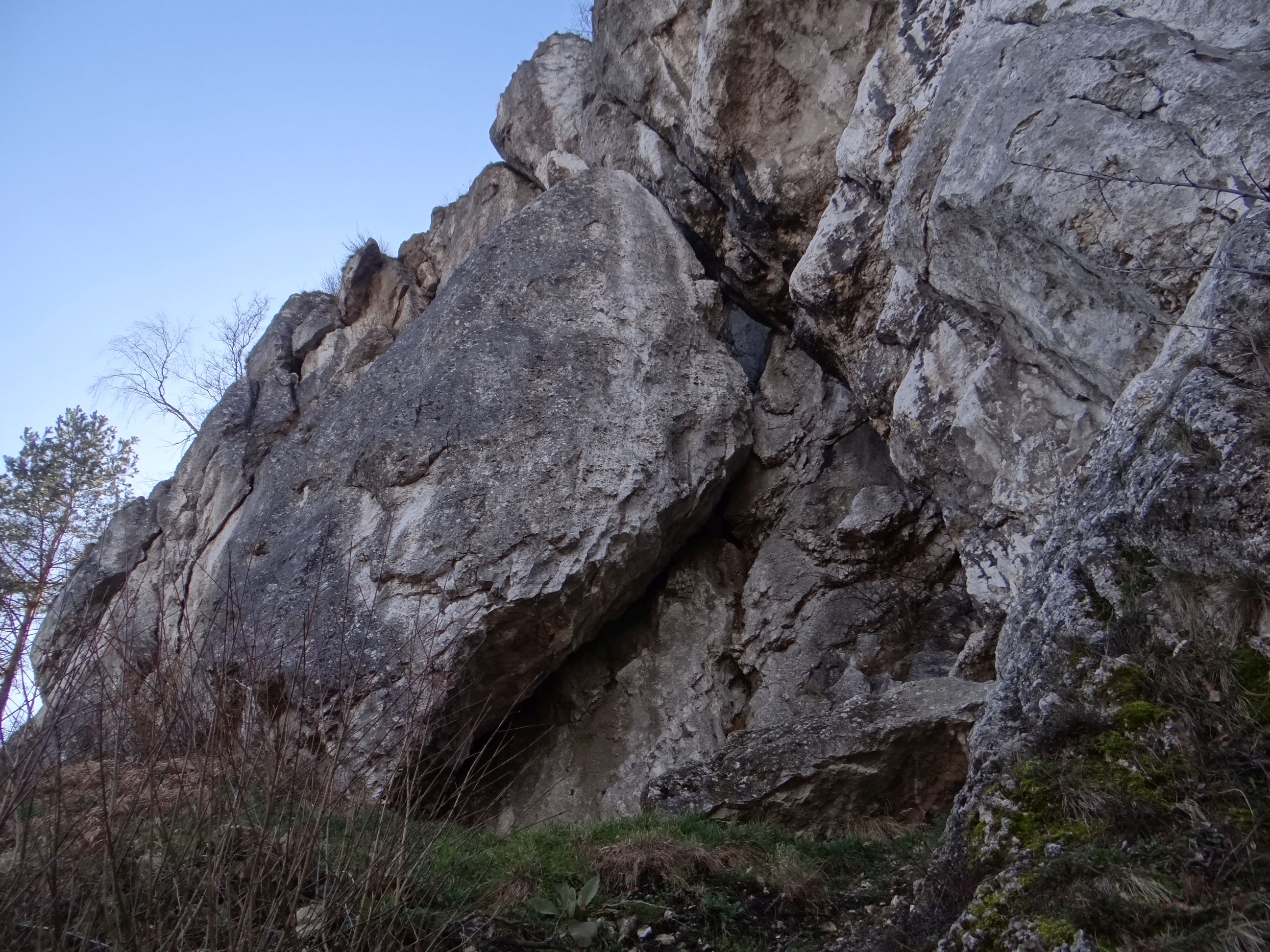
Otwór pod wielkim głazem